# Platycarpidium validum
Platycarpidium validum är en flockblommig växtart som beskrevs av Ferdinand von Mueller. Platycarpidium validum ingår i släktet Platycarpidium och familjen flockblommiga växter. Inga underarter finns listade i Catalogue of Life.